# Histoire des Juifs en Norvège
Cet article retrace l'histoire des Juifs en Norvège.

## 15e-18esiècles
Les premiers juifs à officiellement s'installer en Norvège sont des juifs séfarades après leur expulsion d'Espagne (en 1492) et du Portugal (en 1497)[réf. nécessaire]. Ils disposent d'une dispense royale spéciale, le royaume ayant le christianisme pour religion d’État .
Entre 1536 et 1814, la Norvège fait partie d'une union avec le royaume du Danemark. Des restrictions religieuses sont introduites par plusieurs souverains. En 1569, Frédéric II ordonne à tous les étrangers au Danemark de respecter les articles de la foi luthérienne, sous peine de déportation ou de mort. Après que des droits de circulation et des permis spéciaux aient été accordés à certains groupes au fil des années, Christian V abroge ces privilèges en 1687. Les Juifs présents dans le royaume sont emprisonnés et expulsés.

## Paragraphe juif (1814-1851)
En 1814, à la suite du traité de Kiel, l'union avec le Danemark est rompue. Une Assemblée constituante adopte une constitution pour le pays. Malgré la guerre suédo-norvégienne et l'entrée en union personnelle avec la Suède qui s'ensuit, la Norvège conserve cette constitution. Le deuxième paragraphe de ce texte concerne les juifs : ils continuent à être exclus du royaume, conformément à la clause établissant le luthéranisme comme la religion officielle de l'État. L'interdiction d'entrée sur le territoire vise aussi les Jésuites. Un certain nombre de Juifs arrivés en Norvège sont alors condamnés à des amendes et déportés.
Henrik Wergeland, membre de l'assemblée constituante, publie en 1841 la brochure Indlæg i Jødesagen qui plaide pour l'abrogation du paragraphe. La motion est envoyée à la Commission constitutionnelle l'année suivante. Elle obtient une majorité simple, 51 voix contre 43, mais est rejetée faute d'une majorité qualifiée des deux-tiers. Le 26 octobre 1842, Wergeland publie un ouvrage intitulé Jødesagen i det norske Storthing (« La question juive au Parlement norvégien »).
Après une nouvelle tentative infructueuse en 1848, la clause est finalement abrogée en 1851 par 93 voix contre 10. La Lov om Ophævelse af det hidtil bestaaende Forbud mot at Jøder indfinde sig i Riget m.v. (« Loi concernant l'abrogation de l'interdiction jusqu'alors permanente contre les Juifs dans le royaume, etc. ») est adoptée.

## Début du20esiècle

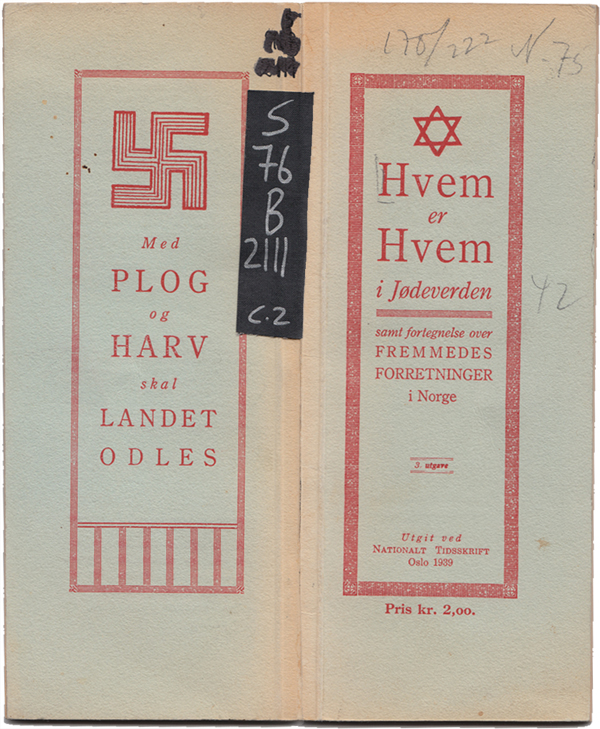
Troisième édition de "Qui est qui dans le monde juif ?"

Malgré les craintes d'une immigration massive à la suite de l'abrogation, seuls environ 25 Juifs arrivent en Norvège avant 1870. Elle s'accélère à la fin du XIXe et au début du XXe siècle en raison des pogroms perpétrés en Russie tsariste. En 1910, on comptait environ 1 000 Juifs en Norvège.
Entre 1916 et 1945, l'écrivain Mikal Sylten publie un périodique antisémite intitulé Nationalt Tidsskrift qui relaie des théories du complot antisémites. Un document intitulé « Qui est qui dans le monde juif » est publié en quatre éditions à partir de 1925. Elle contient une liste de Juifs et de Juifs présumés de Norvège, classés par profession. Sylten est par la suite jugé pour sa collaboration avec les nazis pendant l'occupation allemande.
En 1929, le Parlement interdit l'abattage d'animaux n'ayant pas été préalablement étourdis ou paralysés. Cela empêche en particulier la pratique rituelle juive de la shehita, ce qui provoque des débats. La pratique était déjà interdite à Oslo depuis 1913. Cette interdiction est toujours en vigueur aujourd'hui.

## Seconde Guerre mondiale
Pendant la Seconde Guerre mondiale, la Norvège est occupée par l'Allemagne nazie. A ce moment-là, il y a environ 2 000 juifs dans le pays. En mars 1942, le paragraphe juif est réintroduit dans la Constitution. Des arrestations massives ont lieu en octobre et novembre 1942. Par plusieurs convois maritimes en novembre 1942 et février 1943, plus de 750 juifs sont déportés vers le camp de concentration d'Auschwitz. Seule une trentaine est ressortent vivants. Grâce aux réseaux de résistance, 1 200 personnes, soit près de 60% de la population, fuit vers la Suède.

## 21e siècle
Fin 2008 et début 2009, des émeutes anti-Israël éclatent à Oslo (en), qui visent en particulier les juifs de la capitale.
En 2023, la Norvège compte environ 1 300 juifs. Il existe deux synagogues, l'une à Oslo et l'autre à Trondheim. Oslo possède aussi un musée juif et un centre pour les recherches sur l'Holocauste et les minorités religieuses (en). La communauté juive norvégienne est représentée par Det Mosaiske Trossamfund (la Communauté Mosaïque), affiliée au Congrès juif mondial. Parmi les autres organisations juives présentes en Norvège, on trouve B'nai B'rith, Keren Kayemet, Hjelp Jødene Hjem, With Israel for Peace (en), ainsi qu'une maison de retraite à Oslo.